# تيو راينهارد
تيو راينهارد (بالألمانية: Theo Reinhardt)‏ (و. 1990  م) هو راكب دراجة هوائية ألماني، ولد في برلين، شارك في ركوب الدراجات في الألعاب الأولمبية الصيفية 2016.

## سباقات أو مراحل فاز بها
| التاريخ        | السباق                  | المركز        |
| -------------- | ----------------------- | ------------- |
| 08 سبتمبر 2013 | Okolo Jižních Čech 2013 | المركز الثاني |
| 06 سبتمبر 2015 | Okolo Jižních Čech 2015 | المركز الثالث |

## روابط خارجية
- تيو راينهارد على موقع الاتحاد الدولي للدراجات (الإنجليزية)
- تيو راينهارد على موقع أرشيف الدراجات (الإنجليزية)
- تيو راينهارد على موقع إحصائيات الدراجات الإحترافية (الإنجليزية)
- تيو راينهارد على موقع نسبة الدراجات (الإنجليزية)
- تيو راينهارد على موقع أوليمبيديا (الإنجليزية)
- تيو راينهارد على موقع اللجنة الأولمبية الألمانية (الألمانية)